# Annemarie Selinko
Annemarie Selinko Kristiansen (1. september 1914 i Wien – 28. juli 1986 i København; gift 1938 med senere ambassadør Erling Kristiansen) var en østrigsk-dansk forfatter.
Annemarie Selinko blev født i en jødisk familie, som senere konverterede til den protestantiske kirke. Som ung studerede hun sprog og arbejdede som journalist for et fransk tidsskrift. I 1937 debuterede hun som forfatter med romanen Jeg var grim (udsendt på dansk i 1939). Romanen blev oversat til 12 sprog og filmatiseret i 1955.
Under en reportagerejse til Genève mødte hun Erling Kristiansen, som hun giftede sig med i 1938 og siden fulgte til København, Stockholm, Paris og London. Gennem ægteskabet erhvervede hun dansk statsborgerskab.
Under jødeforfølgelserne i oktober 1943 anholdt tyskerne Annemarie Selinko. Med koldblodighed og snarrådighed lykkedes det hende at argumentere sig fri. Men episoden var en tydelig advarsel, og ægteparret flygtede til Sverige, hvor hun arbejdede for et nyhedsbureau og senere for Røde Kors. 
Hendes sidste roman Désirée (1951, på dansk 1952) om Napoleons forlovede, silkehandlerdatteren Désirée Clary, der senere blev dronning af Sverige, blev en international bestseller, oversat til 25 sprog, og filmatiseret i Hollywood med Jean Simmons og Marlon Brando i hovedrollerne. Bogen er tilegnet Annemarie Selinkos søster Liselotte, der omkom i tysk koncentrationslejr.
Annemarie Selinko er begravet på Hellerup kirkegård.
Rettighederne til Désirée gjorde Annemarie Selinko og Erling Kristiansen meget velhavende. Formuen blev testamenteret til Annemarie og Erling Kristiansens Fond, der hvert år uddeler stipendier til yngre medarbejdere i Udenrigsministeriet og studerende på kandidatuddannelsen i økonomi ved Københavns Universitet, sidstnævnte uddelinger kaldet Mikael Kristiansen-prisen, opkaldt efter parrets eneste barn, Mikael, født 1948, der som ung omkom ved en ulykke.

## Romaner
- Jeg var grim, 1937 (dansk 1939), filmatiseret (Ich war ein häßliches Mädchen) Tyskland 1955

- Imorgen bli´r alting godt igen, 1938 (dansk 1941)

- I dag bli´r min mand gift, 1940 (dansk 1943), filmatiseret (Heute heiratet mein Mann) Tyskland 1956

- Désirée, 1951 (dansk 1952), filmatiseret (Désirée) USA 1954